# Trigonophorinus riaulti
Trigonophorinus riaulti är en skalbaggsart som beskrevs av Leon Fairmaire 1897. Trigonophorinus riaulti ingår i släktet Trigonophorinus och familjen Cetoniidae. Inga underarter finns listade i Catalogue of Life.